# Malesherbia fasciculata
Malesherbia fasciculata är en passionsblomsväxtart som beskrevs av David Don. Malesherbia fasciculata ingår i släktet Malesherbia och familjen passionsblomsväxter. Utöver nominatformen finns också underarten M. f. glandulosa.